# کلوکاپرامین
کلوکاپرامین (Clofekton ,Padrasen)، همچنین به عنوان ۳-کلروکارپیپرامین نیز شناخته می‌شود، یک داروی ضدروان‌پریشی آتیپیک از کلاس ایمینودی‌بنزیل‌ها است که در سال ۱۹۷۴ در ژاپن و برای درمان اسکیزوفرنی معرفی شد.کلوکاپرامین علاوه بر روان پریشی، برای تقویت داروهای ضدافسردگی در درمان اضطراب و پنیک نیز استفاده می‌شود.

## همچنین ببینید
- کارپیپرامین